# Lothar-Günther Buchheim
Lothar-Günther Buchheim, född 6 februari 1918 i Weimar, Thüringen, död 22 februari 2007 i Starnberg, Bayern, var en tysk mångsysslare, målare, författare, konstsamlare och grundare av ett museum kallat Museum der Phantasie.
Buchheims mest kända roman är den självbiografiska Das Boot (1971 på svenska Ubåt, 1973) . Den går tillbaka på upplevelser ombord på tyska ubåtar under andra världskriget. Das Boot har även filmatiserats (1981).
Under krigsåren 1941–1943 deltog Lothar-Günther Buchheim som konstnär med sammanlagt 21 teckningar – porträtt av officerare och gestaltningar av u-båtar – på tre av tredje rikets årligen återkommande versioner av Große Deutsche Kunstausstellung i München. 